# Seiridium
Genre
Seiridium est un genre de champignons ascomycètes de la famille des Amphisphaeriaceae.  
Ce genre est la forme asexuée (anamorphe) du genre Lepteutypa. Il contient notamment Seiridium cardinale, agent pathogène du chancre cortical du cyprès, dont on ne connait pas la forme sexuée (téléomorphe).

## Liste d'espèces
Selon Catalogue of Life (18 août 2014) :
- Seiridium abietinum
- Seiridium anceps
- Seiridium banksiae
- Seiridium bignoniae
- Seiridium breviaristatum
- Seiridium caffrum
- Seiridium canariense
- Seiridium cardinale
- Seiridium castaneae
- Seiridium ceratosporum
- Seiridium corni
- Seiridium delleanii
- Seiridium embeliae
- Seiridium eriobotryae
- Seiridium eucalypti
- Seiridium indicum
- Seiridium intermedium
- Seiridium jefferisii
- Seiridium mali
- Seiridium papillatum
- Seiridium proteae
- Seiridium rostratum
- Seiridium tecomae
- Seiridium terebinthi
- Seiridium turgidum
- Seiridium venetum
- Seiridium viburni

Selon Index Fungorum (18 août 2014) :
- Seiridium abietinum (Ellis & Everh.) B. Sutton 1975
- Seiridium anceps (Sacc.) B. Sutton 1975
- Seiridium banksiae Crous & Summerell 2011
- Seiridium bignoniae (Sousa da Câmara) B. Sutton 1975
- Seiridium breviaristatum (Tracy & Earle) B. Sutton 1975
- Seiridium caffrum Matsush. 1996
- Seiridium canariense (Petr.) Nag Raj & W.B. Kendr. 1986
- Seiridium cardinale (W.W. Wagener) B. Sutton & I.A.S. Gibson 1972
- Seiridium castaneae (Berk. & M.A. Curtis ex Sacc.) B. Sutton 1975
- Seiridium ceratosporum (De Not.) Nag Raj 1993
- Seiridium corni (Allesch.) B. Sutton 1969
- Seiridium delleanii (Servazzi) B. Sutton 1963
- Seiridium embeliae Rashm. Dubey & Akh.K. Pandey 2009
- Seiridium eriobotryae Y.X. Chen & G. Wei 2002
- Seiridium eucalypti Nag Raj 1993
- Seiridium indicum Pavgi & U.P. Singh 1971
- Seiridium intermedium (Sacc.) B. Sutton 1975
- Seiridium jefferisii (Ellis) Nag Raj 1993
- Seiridium lignicola (Corda) Sacc. 1884
- Seiridium mali (Ellis & Everh.) Nag Raj 1993
- Seiridium marginatum (Fr.) Nees 1816
- Seiridium marginatum Fuckel 1870
- Seiridium marginatum Schwein. 1832
- Seiridium papillatum Z.Q. Yuan 1997
- Seiridium phylicae Crous & M.J. Wingf. 2012
- Seiridium podocarpi Crous & A.R. Wood 2014
- Seiridium proteae Marinc., M.J. Wingf. & Crous 2008
- Seiridium rostratum (Zabriskie) Nag Raj 1993
- Seiridium smilacis Schwein. 1832
- Seiridium tecomae (Sacc.) B. Sutton 1975
- Seiridium terebinthi (Briosi) Nag Raj 1993
- Seiridium turgidum (G.F. Atk.) Nag Raj 1993
- Seiridium venetum (Sacc.) Nag Raj 1989
- Seiridium viburni (Sousa da Câmara & Luz) B. Sutton 1963

Selon NCBI (18 août 2014) :
- Seiridium banksiae
- Seiridium cardinale
- Seiridium ceratosporum
- Seiridium cupressi
- Seiridium eucalypti
- Seiridium papillatum
- Seiridium phylicae
- Seiridium podocarpi
- Seiridium unicorne